# Karibeña TV
Karibeña TV es un canal de televisión abierta peruano con programación basada en videos musicales de géneros latinos tropicales como cumbia, salsa, bachata, merengue, etc. Fue originalmente lanzado en 2011 hasta su reemplazo por Exitosa TV en 2014. Fue relanzado dentro del subcanal 6.2 de la televisión digital terrestre en Lima el 12 de abril de 2018.

## Historia

### Antecedentes
El canal tiene sus orígenes a partir del lanzamiento de la estación Telened en la frecuencia 51 de la banda UHF de Lima, el cual emitía programación variada. Sin embargo, cesó sus emisiones debido a problemas financieros que atravesaba la propietaria de la emisora. Tiempo más tarde, el canal universitario UAP TV, propiedad de la Universidad Alas Peruanas, comenzó sus emisiones dentro de la misma frecuencia. Al igual que Telened, la universidad debió cerrar la estación porque no contaban con dinero suficiente para adquirir nuevos equipos de televisión. En 2011, la empresa Corporación Universal lanza Karibeña TV al aire en la misma frecuencia, con programación basada en la transmisión de cumbia peruana al igual que la estación de radio del mismo nombre. A finales de 2013, la emisora es relanzada como Exitosa TV y empieza transmisiones en señal prueba dentro de la televisión digital terrestre (TDT) en el canal virtual 6.1, hasta ser lanzado de forma oficial el 14 de junio del 2014.
Desde ese entonces, Karibeña TV es añadido dentro de Exitosa TV como un bloque de programación de vídeos musicales y se emitía de lunes a viernes a las 9:30 p. m. Durante los fines de semana, el inicio de transmisiones del bloque era aleatorio y podría comenzar a emitirse a cualquier hora. 
En mayo de 2016, Karibeña TV fue eliminado de la grilla de Exitosa TV para que este último pudiese transmitir las 24 horas del día. Sin embargo, en febrero de 2017, el bloque regresa al canal como espacio nocturno desde las 12:00 a. m. (medianoche) hasta las 4:00 a. m. durante los fines de semana. No obstante, fue nuevamente retirado en junio del mismo año.

### Lanzamiento
El 12 de abril de 2018, Karibeña TV comenzó emisiones como emisora independiente en el subcanal virtual 6.2 de la TDT de Lima; sin embargo, al inicio, era una señal espejo de Exitosa. El 21 de abril, el canal empieza a transmitir sus primeras transmisiones autónomas con videoclips de cumbia y repeticiones del programa Fiesta Karibeña. El 24 de diciembre, Exitosa TV comenzó a retransmitir la programación de Karibeña TV desde las 8:00 p. m. con 28 horas de programación musical ininterrumpida bajo el especial Reventón Navideño que duró hasta el 26 de diciembre a las 12:00 a. m. El 31 de diciembre y el 1 de enero, Exitosa TV volvió a convertirse en señal espejo del canal por Año Nuevo.
El 31 de octubre de 2020, Exitosa TV y Karibeña TV realizaron una transmisión conjunta desde las 8:00 p. m. compuesta por el especial musical La gran jarana de Fiesta Karibeña. Este especial duró hasta a las 10:00 p. m..
El 24 de diciembre del 2021, Exitosa TV y Karibeña TV realizaron una transmisión conjunta desde las 11:00 p. m. compuesta por el especial musical por el mes de la Navidad Fiesta Karibeña. Este especial duró hasta a las 12:00 a. m..
Ese día El 31 de diciembre del 2021 hasta el 1 de enero del 2022, Exitosa TV y Karibeña TV realizaron nuevamente con la transmisión especial desde las 11:30 p. m. compuesta por el especial musical por el mes de año nuevo Fiesta Karibeña. y luego desde las 12:00 de la medianoche desde la llegada del nuevo año 2022, presentando a La Más Sonada del 2021 fue Tu Recuerdo de Corazón Serrano, Este especial duró hasta a las 01:00 a. m..

## Programas
- Se dice que
- Al paso de la cumbia
- Viernes de descontrol
- El especial de Fiesta Karibeña
- Fiesta Karibeña
- Un momento con Hayimi
- La gran jarana de Fiesta Karibeña
- Reventón Navideño